# Jüdischer Friedhof Breitenbach (Schauenburg)
Der jüdische Friedhof in Breitenbach, einem Ortsteil der Gemeinde Schauenburg im nordhessischen Landkreis Kassel in Hessen, befindet sich im östlichen Teil am Ortsrand schräg gegenüber der örtlichen Sandgrube und ist über die Korbacher Straße (Landstraße 3215) und den am Ortsausgang in Richtung Hoof abzweigenden Feldweg erreichbar.

## Beschreibung
Der jüdische Friedhof Breitenbach ist einer der ältesten jüdischen Friedhöfe in Hessen, welcher bereits im 16. Jahrhundert angelegt wurde und der anhand einer Kirchenrechnung aus dem Jahr 1596 als die Judengruft an der Straße gesichert nachweisbar ist. Er besteht aus zwei angrenzenden Flurstücken, welche sich nur durch die Zeiträume der Nutzung unterscheiden. Die Herren von Dalwigk zu Schauenburg haben der jüdischen Gemeinde Hoof-Breitenbach das Grundstück zur Verfügung gestellt und es diente auch den verstorbenen jüdischen Einwohnern aus Elmshagen als Begräbnisstätte. Der ältere Teil des Friedhofs war nur an einer Außenseite eingefriedet, so dass bei der früher vorgenommenen Wässerung der Wiesen der Friedhof und die Grabstellen geflutet wurden. Daher beschloss man im Jahr 1839 diesen Friedhofsteil nicht weiter zu belegen und angrenzend auf einer höher gelegenen Fläche den Friedhof neu anzulegen, was dem heutigen Standort entspricht. Das Grundstück wurde im Jahr 1857 von der jüdischen Gemeinde erworben und im Jahr 1931 wurde ein kleineres Flurstück zwischen dem älteren und neuen Areal hinzugekauft, um die beiden Flächen vollständig miteinander zu verbinden. Es sind viele Grabsteine in unterschiedlichen Erhaltungszuständen erhalten geblieben. Der älteste datierbare Grabstein wurde im Jahr 1849 für Edel Meierhof errichtet, der vermutlich jüngste Grabstein für Menko Schirling (bis 1934 Lehrer an der jüdischen Schule der Gemeinde) sowie der aus demselben Jahr vorhandene Grabstein für Levi Rosenbach.
Während der NS-Zeit wurden die Grabsteine umgeworfen, beschädigt und die Einfriedungen entfernt. Nach dem Ende des Zweiten Weltkrieges führte die amerikanische Besatzungsmacht eine Instandsetzung für den Friedhof durch, im Jahr 1947 wurden die Grabsteine aufgestellt und die Inschriften lesbar gemacht, soweit dies noch möglich war. Um die Mäharbeiten auf dem Friedhofsgelände besser durchführen zu können, wurden die Grabsteine im Jahr 1975 in der Mitte des Friedhofs waagrecht auf dem Boden abgelegt. Im Jahr 1984 konnten die am Boden abgelegten Grabsteine wieder aufgestellt werden, leider war die ursprüngliche Anordnung nicht wiederherzustellen. Daher stehen die Grabsteine heute nicht auf den dazugehörigen Grabstellen. Für diesen Umstand hat die Gemeinde Schauenburg zur Erklärung eine Hinweis- und Gedenktafel mit folgender Inschrift aufgestellt:
Die rund um das Gräberfeld aufgestellten Grabsteine stehen nicht mehr auf den Gräbern. Sie wurden während der nationalsozialistischen Gewaltherrschaft frevelhaft umgestürzt und verstreut, später zusammengetragen. In Trauer und zum mahnenden Gedenken neu aufgestellt von der Gemeinde Schauenburg im Jahre 1987.
Das Areal des Friedhofs besteht aus einer großen rechteckigen ebenen Fläche und ist mit Büschen, hohen Bäumen und einer Hecke bewachsen, welche den Friedhof zusammen mit einem Maschendrahtzaun an allen Außenseiten umschließt und ihn von den anliegenden Feldern und Wiesen abgrenzt. Der Zugang zum Friedhof ist durch ein Tor aus Metall, welches in die Hecke integriert wurde, möglich.
Die Friedhofsfläche umfasst 20,52 Ar und ist wie alle jüdischen Friedhöfe im Bundesland Hessen aus geschichtlichen Gründen besonders geschützt. Die Schutzwürdigkeit eines Kulturdenkmals hängt nicht von der Eintragung in das Denkmalverzeichnis des Landes Hessen oder der Veröffentlichung in der Denkmaltopographie ab.